# مارتا تورادو دي كاسترو
مارتا تورادو دي كاسترو (فالنسيا، 20 يناير 1966) سياسية إسبانية وعضو في حزب الشعب.
متزوجة، وحاصلة على إجازة في القانون. بعد أن عملت في مناصب مختلفة داخل الإدارة الإقليمية في منطقة فالنسيا، تم انتخابها لعضوية مجلس النواب الإسباني في انتخابات عام 2008 كممثلة لمنطقة فالنسيا. بعد حصولها على المركز الخامس على قائمة حزبها، تم ضمان فوزها فعليًا لأن حزبها فاز باستمرار بخمسة مقاعد على الأقل في الانتخابات منذ عام 1982.